# Zeniya Gohei

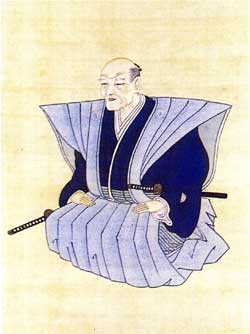
Zeniya Gohei

Zeniya Gohei (japanisch 銭屋 五兵衛; * 7. Januar 1773; † 31. Dezember 1852) war ein japanischer Großkaufmann am Ende der Edo-Zeit.

## Leben und Wirken
Gohei wurde in Miyakoshi (heute ein Stadtteil von Kanazawa) in eine Familie geboren, die sich mit Sake-Brauen und Pfandleihen beschäftigte. Mit 39 Jahren begann er, mit dem Bau eines einfachen Bootes vom Typ Kosen (古船) mit einer Tragfähigkeit von 120 Koku sich der Schifffahrt zuzuwenden. Seit dieser Zeit nutzte er den Außenhafen Miyakoshi, um Reis zu verschiffen und mit Matsumae auf Hokkaidō Handel treiben. So wurde er zum Handelsbeauftragten der Maeda von Kanazawa. Mit der besonderen Erlaubnis, auch große Schiffe nutzen zu dürfen, wurde er sehr wohlhabend. In seiner besten Zeit besaß er 4 Schiffe mit 2.500 Koku, 6 Schiffe mit 1500 Koku, 8 Schiffe mit 1000 Koku, 2 Schiffe mit 800 Koku und 13 Schiffe mit 500 Koku. Weiter besaß er über 200 Boote. Weiter errichtete er in Edo, Osaka, Hyōgo, Nagasaki, Niigata, Sakata, Aomori, Hirosaki, Matsumae, Hakodate und an anderen Orten insgesamt 34 Niederlassungen mit 168 Mitarbeitern.
Im Jahr 1849 begann Gohei, den See Kahokugata (河北潟) nördlich von Kanazawa trockenzulegen, um dort Reisfelder anzulegen. Nach einiger Zeit kamen viele Fische um, und Gohei wurde verdächtigt, diese vergiftet zu haben. Er kam ins Gefängnis und starb dort bald darauf. Es gibt verschiedene Erklärungen, was der wirkliche Grund für die Festnahme war, zum Beispiel unerlaubter Handel. Vermutlich brauchte das Lehen Kanazawa einfach Geld und damit sein Vermögen.